# 筋紡錘
筋紡錘（きんぼうすい）とは、筋肉の長さを検知する固有受容器の一種である。細い筋内繊維（錘内筋繊維）などが紡錘形に集り結合組織の膜で包まれている。

## 構造と機能
筋紡錘は
- 筋内線維の束: 細い筋線維(筋細胞)の束
- 感覚神経終末
- γ運動ニューロン終末

で構成されている。これからの構成成分が膜に包まれて筋肉の中に埋め込まれている。
筋肉の伸長によって筋内線維が伸長すると、筋内線維に巻き付いている感覚神経末端が物理的に引き延ばされる。感覚神経末端には膜の伸展を検知するチャネルが存在しており、筋肉の伸長によって感覚神経が活性化する。これが筋肉の伸長シグナルとして身体へと送られる。
筋紡錘は腱紡錘とともに、その受容した刺激が反射弓を経由して深部腱反射を引き起こす。

## 動物種による違い
魚類のゼブラフィッシュには筋紡錘が存在しない。